# 柴田彩千子
柴田 彩千子 （しばた さちこ、1974年 - ）は、日本の教育学研究者。博士(教育学)。東京学芸大学准教授。

## 来歴・人物
1974年岩手県に生まれる。川村学園女子大学卒業。日本女子大学大学院修士課程・博士課程修了。博士(教育学)。日本女子大学助手を経て2006年より帝京大学文学部教育学科専任講師に就任。教職概論、生涯学習、社会教育科目の講義、ゼミを担当する。日本女子大学、明治学院大学非常勤講師を兼任する。帝京大学助教授を経て、2015年から東京学芸大学准教授。
主な著書に「生涯学習　学びがつむぐ新しい社会」(共著)などがある。